# Piattaforma intergovernativa sulla biodiversità e i servizi ecosistemici
La Piattaforma intergovernativa sulla biodiversità e i servizi ecosistemici (IPBES) è un'organizzazione intergovernativa costituita per incrementare il confronto tra scienza e politica sulle questioni inerenti la biodiversità e i servizi ecosistemici. È intesa per svolgere un ruolo simile al Gruppo intergovernativo sul cambiamento climatico.

## Costituzione e primi sviluppi
Nel 2010 una risoluzione della 65ª sessione dell'Assemblea generale delle Nazioni Unite ha esortato il Programma delle Nazioni Unite per l'ambiente a convocare una riunione plenaria per istituire l'IPBES. Nel 2013 è stato adottato un quadro concettuale iniziale per la futura plenaria dell'IPBES.
Dal 29 aprile al 4 maggio 2019, i rappresentanti dei 132 membri dell'IPBES si sono incontrati a Parigi, in Francia, per ricevere il rapporto completo dell'IPBES e ne hanno adottato una sintesi da destinare alla policy. Il 6 maggio 2019 è stato pubblicato il riassunto composto da 40 pagine.

## Stati aderenti

### Membri
Alla data dell'11 settembre 2023 gli Stati membri dell'IPBES erano 144:
- Afghanistan
- Albania
- Algeria
- Andorra
- Antigua e Barbuda
- Arabia Saudita
- Argentina
- Armenia
- Australia
- Austria
- Azerbaigian
- Bahrein
- Bangladesh
- Belgio
- Benin
- Bhutan
- Bielorussia
- Birmania
- Bolivia
- Bosnia ed Erzegovina
- Botswana
- Brasile
- Bulgaria
- Burkina Faso
- Burundi
- Cambogia
- Camerun
- Canada
- Rep. Ceca
- Rep. Centrafricana
- Ciad
- Cile
- Cina
- Colombia
- Comore
- Rep. del Congo
- RD del Congo
- Corea del Sud
- Costa d'Avorio
- Costa Rica
- Croazia
- Cuba
- Danimarca
- Rep. Dominicana
- Ecuador
- Egitto
- El Salvador
- Emirati Arabi Uniti
- Estonia
- Etiopia
- Figi
- Filippine
- Finlandia
- Francia
- Gabon
- Georgia
- Germania
- Ghana
- Giappone
- Giordania
- Grecia
- Grenada
- Guatemala
- Guinea
- Guinea-Bissau
- Guyana
- Honduras
- India
- Indonesia
- Iran
- Iraq
- Irlanda
- Isole Cook
- Israele
- Italia
- Kenya
- Kirghizistan
- Lettonia
- Liberia
- Libia
- Lituania
- Lussemburgo
- Macedonia del Nord
- Madagascar
- Malawi
- Malaysia
- Maldive
- Mali
- Marocco
- Mauritania
- Messico
- Moldavia
- Monaco
- Montenegro
- Namibia
- Nepal
- Nicaragua
- Niger
- Nigeria
- Norvegia
- Nuova Zelanda
- Oman
- Paesi Bassi
- Pakistan
- Palau
- Panama
- Paraguay
- Perù
- Portogallo
- Regno Unito
- Romania
- Russia
- Saint Kitts e Nevis
- Saint Lucia
- Senegal
- Serbia
- Sierra Leone
- Slovacchia
- Somalia
- Spagna
- Sri Lanka
- Stati Uniti
- Sudafrica
- Sudan
- Suriname
- Svezia
- Svizzera
- eSwatini
- Tagikistan
- Tanzania
- Thailandia
- Togo
- Trinidad e Tobago
- Tunisia
- Turchia
- Uganda
- Ungheria
- Uruguay
- Uzbekistan
- Venezuela
- Vietnam
- Yemen
- Zambia
- Zimbabwe

### Osservatori
- Angola
- Bahamas
- Barbados
- Belize
- Brunei
- Capo Verde
- Cipro
- Città del Vaticano
- Corea del Nord
- Dominica
- Gibuti
- Eritrea
- Gambia
- Giamaica
- Guinea Equatoriale
- Haiti
- Islanda
- Isole Marshall
- Isole Salomone
- Kazakistan
- Kiribati
- Kuwait
- Laos
- Lesotho
- Libano
- Liechtenstein
- Malta
- Mauritius
- Micronesia
- Mongolia
- Mozambico
- Nauru
- Niue
- Palestina
- Papua Nuova Guinea
- Polonia
- Qatar
- Ruanda
- Saint Vincent e Grenadine
- Samoa
- San Marino
- São Tomé e Príncipe
- Seychelles
- Singapore
- Siria
- Slovenia
- Sudan del Sud
- Timor Est
- Tonga
- Turkmenistan
- Tuvalu
- Ucraina
- Unione europea
- Vanuatu

## Rapporto 2020
Il 29 ottobre 2020 l'organizzazione ha pubblicato tramite Zenodo un rapporto preliminare sul suo seminario che si è tenuto virtualmente dal 27 al 31 luglio 2020 e che propone un piano di cooperazione internazionale per ridurre i rischi di pandemie. Infatti, l'obiettivo dell'organizzazione è ridurre la frequenza e la gravità delle pandemie attraverso l'attuazione di politiche condivise a livello globale. Un articolo che spega le informazioni contenute nel rapporto è stato pubblicato sul sito Medical News Today il 7 novembre 2020.

## Rapporto 2021 con IPCC
Nel giugno 2021 IPBES e IPCC hanno pubblicato un rapporto sul workshop co-sponsorizzato su biodiversità e cambiamenti climatici. Il workshop ha prodotto sia una relazione di sintesi sia una relazione completa di 250 pagine sui risultati scientifici ottenuti.

## Premi e riconoscimenti
- Nell'ottobre del 2022 l'IPBES e l'IPCC hanno condiviso la vittoria del Premio Gubelkian per l'Umanità in quanto "producono conoscenza scientifica, allertano la società e informano i decisori per fare scelte migliori per combattere il cambiamento climatico e la perdita di biodiversità".
- Il 23 ottobre 2024 ha ricevuto il Premio Blue Planet insieme a Robert Costanza.[3]